# Rutger von Ascheberg
‎
Rutger von Ascheberg, švedski feldmaršal, * 2. junij 1621, † 17. april 1693.
Leta 1681 je postal generalni guverner Švedske.